# Clathrina jorunnae
Clathrina jorunnae är en svampdjursart som beskrevs av Rapp 2006. Clathrina jorunnae ingår i släktet Clathrina och familjen Clathrinidae.
Artens utbredningsområde är Norge. Inga underarter finns listade i Catalogue of Life.